# Courge spaghetti

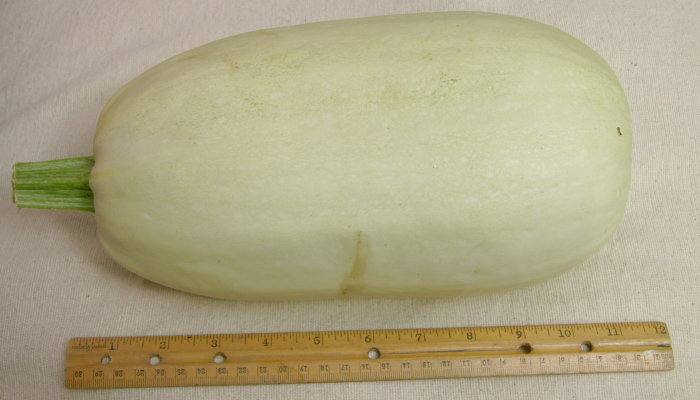
Courge spaghetti

La courge spaghetti, aussi appelée spaghetti végétal, est une forme de courge de l'espèce Cucurbita pepo. Elle fait partie des courges coureuses. Ses tiges sont couvertes de petites épines piquantes. Les plus connues sont originaires d'Amérique du Sud. L'intérieur des fruits est rempli de filaments évoquant les spaghetti.

## Description

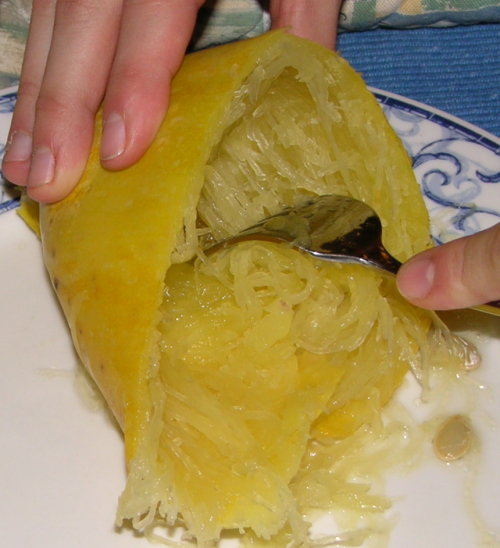
La chair de la courge spaghetti est filamenteuse.

La couleur de l’écorce du fruit varie entre le jaune paille, le blanc cassé et le vert clair et certaines courges spaghetti ont quelques motifs comme des lignes blanches. La courge spaghetti a des fruits ovoïdes de 20 à 30 cm de long de 2 à 4 kg. Sa peau est lisse. La chair donne à la cuisson de longs filaments fermes et peu parfumés comme les pâtes italiennes qui portent le même nom. C’est une particularité unique.
Chaque plante produit en général 2 à 5 fruits pendant une période de 100 jours. La conservation peut se prolonger plus d'une année. Cette courge est intéressante par la présentation de sa chair qui permettra de réaliser les recettes de spaghetti. Nature, la saveur des filaments est assez neutre. Elle s’accommode avec toutes les sauces pour les pâtes.

## Référence
- (en) GRIN : espèce Cucurbita pepo  L. subsp. pepo

## Consommation
La courge spaghetti se consomme cuite et assaisonnée.
- Chaude avec une sauce bolognaise, ainsi que les autres sauces à spaghettis.
- Froide avec une sauce crudité

Pour une courge spaghetti de taille moyenne, ne pas dépasser 20 minutes de cuisson à l'eau, sinon la chair a plus un aspect de purée que de fils. Peut aussi se cuire au four. 

Étapes de cuisson d'une courge spaghetti.